# Slutsk rajon
Slutski rajon (belarusiska: Слуцкі раён) är ett distrikt i Belarus. Huvudort är Slutsk. Det ligger i voblasten Minsks voblast, i den centrala delen av landet, 100 km söder om huvudstaden Minsk.